# Stazione di Vitulano-Foglianise
La stazione di Vitulano-Foglianise è una stazione ferroviaria senza traffico posta lungo la linea Napoli–Foggia. L'impianto, un tempo destinato a servizio dei comuni di Vitulano (distante circa 7 km) e Foglianise (distante circa 8), è situato nella contrada Scafa di Benevento, presso il confine comunale con Foglianise.

## Storia
Il primitivo scalo ferroviario fu aperto al pubblico il 18 aprile 1868, unitamente al tratto compreso tra Casalduni e Benevento. Nel 1997, dopo oltre un secolo di esercizio, in sostituzione della vecchia stazione ne fu costruita una nuova, distante poche centinaia di metri dalla precedente, a seguito dell'apertura della variante a doppio binario (in sostituzione della precedente linea a binario unico) tra le stazioni di Apice-Sant'Arcangelo e la stessa Vitulano-Foglianise. Il servizio viaggiatori nella nuova stazione è stata però soppresso nel 2000, dopo appena tre anni dalla sua inaugurazione.
La linea a singolo binario tra la vecchia stazione e la contrada Pantano di Benevento è stata trasformata in una pista ciclopedonale, lunga sette chilometri, larga sei metri, estesa cinquanta ettari, inaugurata nel 2007 con il nome di "Paesaggi Sanniti" dopo sette anni di lavori.

## Strutture e impianti
Il vecchio scalo aveva un tronchino ed un locale per il servizio merci che svolgeva in passato.
Il fabbricato viaggiatori della stazione è relativamente nuovo, essendo questa stata aperta nel 1997, ma nonostante ciò risulta in stato di abbandono. Sul primo binario transitano treni in direzione Benevento, sul secondo in direzione Caserta, mentre il terzo è inutilizzato ed ormai coperto dalla vegetazione.

## Movimento
La stazione ebbe, prima del sopravvento del trasporto su gomma, un discreto traffico, sia merci sia passeggeri, tanto da favorire lo sviluppo di un insediamento abitativo nella zona in cui era ubicata, in adiacenza alla quale c'è anche la SP 153 Vitulanese, che in passato era fondamentale per collegare l'omonima valle con Benevento, ora superata nel tratto foglianesaro dalla SP 152 SSV Fondovalle Vitulanese.